# Renzo Rossellini (producteur)
Pour les articles homonymes, voir Renzo Rossellini.
Renzo Rossellini (né le 24 août 1941 à Modesto, en Californie) est un producteur et scénariste italien, fils de Roberto Rossellini et de Marcella De Marchis.

## Biographie

### Assistant de Roberto Rossellini et co-réalisateur deL'Amour à vingt ans(1962)

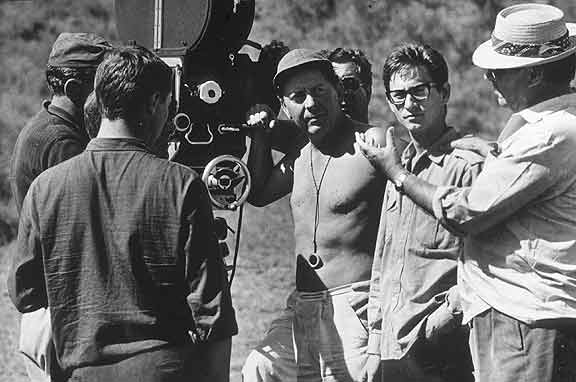
De droite à gauche : Roberto Rossellini (de profil), Renzo Rossellini, Carlo Carlini (chef opérateur), sur le tournage de L'Âge du fer, 1964.

Renzo Rossellini est le deuxième fils de Roberto Rossellini, l'un des plus célèbres réalisateurs italiens, et de Marcella De Marchis, costumière.
Parfois appelé Renzino, pour le distinguer de son oncle Renzo Rossellini, frère du réalisateur et compositeur de musique de film, il est l'assistant de son père de 1959 à 1970 (il travaille également avec Michel Boisrond et Ferdinando Baldi).
En 1962, il tourne l'un des épisodes du film collectif L'Amour à vingt ans (avec Shintarō Ishihara, Marcel Ophüls, François Truffaut et Andrzej Wajda), puis plusieurs documentaires en tant que réalisateur : L'Âge du fer (1964), une série de 5 heures pour la télévision, diffusée par la RAI à partir de mars 1965 ; La lotta dell'uomo per la sua sopravvivenza (1970), une série historique de 12 heures pour la télévision, basée sur des textes de son père Roberto, diffusée par la RAI à partir d'août 1970 ; The World Population (1974).

### Militantisme politique et radios libres
Au cours de la même période, il figure également parmi les auteurs d'autres films à caractère documentaire et sociologique, dont des films d'actualité sur la naissance de plusieurs mouvements de libération nationale, allant du Front de libération nationale algérien à l'Organisation de libération de la Palestine, en passant par le Front de libération du Mozambique. Durant ces années, il entretient une relation avec Katherine L. O'Brien, dont est issu son fils Alexander.
En 1966, il participe à La Havane à la conférence de fondation de Tricontinental, l'organisation des mouvements de libération des peuples d'Asie, d'Afrique et d'Amérique latine promue par Ernesto « Che » Guevara. À cette occasion, Rossellini représente le Front de libération de l'Algérie. Toujours en 1966, Rossellini épouse Patrizia Mannajuolo, sa première femme.
Au début des années 1970, il rejoint l'Avant-garde ouvrière, un groupe de la nouvelle gauche italienne. À la même époque, il crée, avec Cesare Zavattini, Dario Fo et Mario Monicelli, le Comité national contre le fascisme en Méditerranée.
En 1975, avec l'éditeur Giulio Savelli et avec le soutien de collectifs féministes, de l'organisation Avant-garde ouvrière et du Parti de l'unité prolétarienne pour le communisme, il fonde Radio Città Futura à Rome, l'une des principales stations de radio libre d'Italie. Peu après, il est élu président de la Fred, la Fédération des radios démocratiques.
En 1976, il se présente, comme le scénariste Ugo Pirro, sur les listes de Démocratie prolétarienne, la liste unitaire des différentes organisations de la nouvelle gauche italienne. Pendant cette période de grand engagement politique, Rossellini vit avec Chantal Personè, avec qui il a une fille : Rossa.
Il collabore encore avec son père dans des rôles plus importants pour ses productions télévisées jusqu'en 1977, produisant également quelques films de Sergio Rossi, Maurizio Lucidi ou Glauber Rocha.
À Noël 1976, cinq mois avant sa mort, Roberto Rossellini écrit à son fils Renzo une lettre faisant le point sur leur relation, lettre qui est aussi un testament spirituel concis. Dans celle-ci, Roberto s'excuse de ne pas avoir répondu aux attentes de son fils Renzo et lui laisse le soin de protéger et de promouvoir son propre projet d'encyclopédie audiovisuelle,,.

### Président de Gaumont Italia
En 1977, à la mort de son père, Renzo revient dans la grande famille Rossellini et devient président de Gaumont Italia, la branche italienne de Gaumont, qu'il dirige jusqu'en 1983. Le cinéma va progressivement absorber une grande partie de son temps.
En 1978, à la suite du massacre de la Via Fani et de l'enlèvement d'Aldo Moro, il est accusé d'avoir prédit l'enlèvement lui-même, depuis les micros de Radio città futura, peu de temps avant qu'il n'ait lieu. Il explique que ce matin-là, lors de la revue de presse, il s'était limité à faire un raisonnement inductif de nature politique, en soulignant la probabilité d'une action militaire retentissante des Brigades rouges dans une situation où un gouvernement démocrate-chrétien avec le soutien explicite de l'opposition communiste était sur le point de naître.
Bien plus tard, en 2017, dans une interview, Renzo Rossellini révèle qu'une de ses sources palestiniennes, avant l'enlèvement de l'homme d'État démocrate-chrétien, l'avait informé que, dans la ville tchécoslovaque de Karlovy Vary, lieu de production cinématographique et site d'un festival international, des membres des Brigades rouges s'entraînaient à des actions terroristes urbaines, dans un lieu similaire à « un studio de cinéma ».
En janvier 1979, une escouade du groupe néo-fasciste Noyaux armés révolutionnaires, peu après l'heure à laquelle Renzo Rossellini effectue habituellement la revue de presse, attaque la rédaction de Radio città futura, blessant cinq femmes avec des pistolets et des mitraillettes et mettant le feu aux bureaux et à l'émetteur.

De gauche à droite : Renzo Rossellini, Daniel Toscan du Plantier et Federico Fellini sur le tournage de La Cité des femmes, en 1979.

En tant que président de Gaumont Italia, il a produit et distribué plus de 100 films, de Répétition d'orchestre (1978) de Federico Fellini à Oublier Venise de Franco Brusati, Pipicacadodo de Marco Ferreri, Don Giovanni de Joseph Losey et bien d'autres.
La Gaumont Italia de la présidence Rossellini a le mérite d'avoir été à l'avant-garde de la transformation des anciens cinémas en multiplexes modernes, dans lesquels des salles de différentes capacités et avec des films différents peuvent augmenter le nombre de spectateurs, l'offre de films et la durée de leur programmation. En quelques années, Gaumont Italia devient l'une des plus importantes sociétés cinématographiques italiennes, intégrant les trois principaux secteurs de l'industrie du cinéma : la production, la distribution et l'exploitation. Rossellini fonde également une école de cinéma (d'où sont sortis des réalisateurs tels que Daniele Luchetti, Giuseppe Piccioni, Carlo Carlei, Antonello Grimaldi et d'autres professionnels, parmi lesquels il convient de citer au moins Domenico Procacci). À l'époque où il dirige Gaumont Italia, Rossellini épouse Elisabetta Caracciolo, sa seconde femme.

### Radio Kaboul Libre
À l'été 1981, un groupe d'intellectuels de France et d'Europe de l'Est, dont Bernard-Henri Lévy, Marek Halter et Vladimir Boukovski décide de mener une opération d'opposition non armée à l'occupation de l'Afghanistan par les troupes soviétiques. Rossellini est le bras opérationnel du groupe. Il effectue un voyage secret en Afghanistan, emportant avec lui trois émetteurs radio et les connaissances acquises lors de son expérience à Radio città futura. Son contact est le commandant Massoud. Au moment où Rossellini quitte l'Afghanistan, la résistance afghane dispose d'un réseau radio unifié et fonctionnel, Radio Kaboul Libre, capable d'atteindre Kaboul grâce à des relais. Les programmes radio sont en pachtou et en dari, avec une partie préenregistrée de dix minutes en russe. « La radio que vous nous avez apportée vaut plus que mille kalachnikovs » déclare un commandant partisan anonyme à des militants français des droits de l'homme.
Radio Kaboul Libre continue d'émettre pendant plus de deux ans, avant d'être fermée à la fin de l'année 1983 et d'être remplacée par deux autres stations de radio AM. Néanmoins, la radio survit aux quatrième, cinquième et sixième offensives soviétiques du Panchir, avec une vingtaine de techniciens blessés et tués. L'une des parties les plus populaires des programmes de Rossellini est une « boîte aux lettres » de 15 minutes, où l'on répond aux questions des auditeurs de Kaboul, des zones tenues par la résistance et des camps de réfugiés au Pakistan.
Quelques mois après la révélation du rôle de Rossellini dans l'implantation de Radio Kaboul Libre en Afghanistan, les Brigades rouges italiennes projettent de l'enlever, en raison de son rôle de dirigeant de la multinationale française Gaumont. Germano Maccari, membre de la colonne romaine des Brigades Rouges, racontera des années plus tard à Rossellini qu'il l'a suivi pendant deux mois et que l'opération a été annulée parce que le cinéaste portait une arme.

### Démission de Gaumont Italia
En novembre 1983, Rossellini démissionne de son poste de président et directeur général de Gaumont Italia. Au cours des deux années précédentes, la société a subi des pertes importantes. Sur les quatorze films produits durant cette périod, seule une poignée a généré des recettes. Dans un entretien, Rossellini déclare : « Je suis le président d'une société qui, en un an, a subi une douzaine d'échecs en promouvant une politique de film d'auteur. Bien sûr, je me sens responsable. Démissionner de la présidence était la seule chose à faire. » Une partie du problème vient de l'actionnaire majoritaire, la société française Gaumont, qui décide de ne plus financer l'expérience italienne, ne souhaitant que conserver les théâtres de Gaumont Italia et vendre le reste, pour récupérer son investissement initial.
Au printemps 1984, Rossellini crée Artisti Associati, une société de production et de distribution de films, dont le principal succès est la coproduction et la distribution du film érotique américain Neuf semaines et demie d'Adrian Lyne.

### Accident de voiture
Le 8 décembre 1984, Rossellini et sa femme Elisabetta Caracciolo subissent un terrible accident de voiture. Leur voiture, juste à la sortie de Rome, est poussée par deux autres voitures hors de la route et tombe d'une falaise. Rossellini souffre de multiples ruptures du fémur. Son épouse termine dans le coma.
Dans les mois qui suivent, Rossellini consacre une grande partie de son temps à se rétablir et à soigner Elisabetta, dans des hôpitaux italiens, suisses et américains ; elle meurt le 14 avril 1985.

### Enseignement en Italie, au Canada, aux États-Unis et à Cuba
Installé à Los Angeles, Rossellini rencontre et épouse en 1989 l'avocate Victoria Kifferstein, qui travaille dans l'industrie cinématographique. De leur mariage sont nés deux enfants, Giulia et Raphael Roberto. Victoria Rossellini rejoint en 1992 la 20th Century Fox, gravit les échelons et en devient la vice-présidente en 2016.
Au cours de cette période, entre l'Italie, les États-Unis, le Canada et Cuba, Rossellini se consacre désormais principalement à l'enseignement : production cinématographique et télévisuelle à la Nuova Università del Cinema e della Televisione (NUCT) de Cinecittà ; histoire du cinéma européen à l'université de Californie à Los Angeles, à l'université Fisciano de Salerne et à l'université de Naples - Frédéric-II ; histoire du cinéma à l'Escuela Internacional de Cine y Televisión de San Antonio de los Baños à Cuba et à l'université de Saint-Domingue en République dominicaine ; esthétique cinématographique à l'université du Québec à Montréal au Canada.
En 2006, il tourne Diritto di sognare, un documentaire sur la mafia italienne, et préside plusieurs associations, dont l'Associazione culturale Roberto Rossellini per la diffusione della conoscenza (litt. « Association culturelle Roberto Rossellini pour la diffusion des connaissances »).
En 2014, il coproduit le film Born in the U.S.E. réalisé par Michele Diomà. Le film est consacré au 120e anniversaire de la naissance du cinéma. Francesco Rosi, Giuseppe Tornatore et le compositeur Luis Bacalov participent au film.
Depuis les années 2000, Rossellini se consacre, avec l'aide de Gabriella Boccardo, au maintien, à la mise en valeur et à la diffusion dans les nouveaux médias de la mémoire de son père Roberto et de son œuvre.

## Filmographie

### Réalisateur
- 1962 : L'Amour à vingt ans
- 1962 : Il mondo sulle spiaggie (documentaire)
- 1964 : L'Âge du fer (L'età del ferro)
- 1970 : La lotta dell'uomo per la sua sopravvivenza
- 1974 : The World Population
- 2004 : Controsud
- 2006 : Diritto di sognare

### Producteur

#### Télévision
- 1967 : Idée d'une île (Idea di un'isola), téléfilm de Roberto Rossellini
- 1968 : Les Actes des Apôtres (Atti degli apostoli), téléfilm de Roberto Rossellini
- 1971 : Socrate, téléfilm de Roberto Rossellini (série Les Philosophes)
- 1971 : Rice University, téléfilm de Roberto Rossellini
- 1971 : Blaise Pascal, téléfilm de Roberto Rossellini (série Les Philosophes)
- 1972 : Augustin d'Hippone (Agostino d'Ippona), téléfilm de Roberto Rossellini (série Les Philosophes)
- 1973 : L'Ère des Médicis (L'età di Cosimo de Medici)
- 1973 : La Force et la Raison : Entretien avec Salvador Allende (Intervista a Salvador Allende: La forza e la ragione) d'Emidio Greco et Roberto Rossellini
- 1973 : História do Brasil de Glauber Rocha
- 1974 : Descartes (Cartesius), téléfilm de Roberto Rossellini (série Les Philosophes)
- 1981 : La festa perduta (it) de Pier Giuseppe Murgia

#### Cinéma
- 1978 : Répétition d'orchestre (Prova d'orchestra) de Federico Fellini
- 1979 : Don Giovanni de Joseph Losey
- 1979 : Pipicacadodo (Chiedo asilo) de Marco Ferreri
- 1979 : Oublier Venise (Dimenticare Venezia) de Franco Brusati
- 1979 : Clair de femme de Costa-Gavras
- 1980 : La Mort en direct de Bertrand Tavernier
- 1980 : La Cité des femmes (La città delle donne) de Federico Fellini
- 1980 : Le Guignolo de Georges Lautner
- 1981 : La Salamandre (The Salamander) de Peter Zinner
- 1981 : Le Marquis s'amuse (Il marchese del Grillo) de Mario Monicelli
- 1981 : La Peau (La pelle) de Liliana Cavani
- 1981 : Trois Frères (Tre fratelli) de Francesco Rosi
- 1981 : Sogni d'oro de Nanni Moretti
- 1982 : La Nuit de Varennes (Il mondo nuovo) d'Ettore Scola
- 1982 : Colpire al cuore de Gianni Amelio
- 1982 : La Montagne magique (Der Zauberberg) de Hans W. Geissendörfer
- 1982 : Fitzcarraldo de Werner Herzog
- 1982 : Identification d'une femme (Identificazione di una donna) de Michelangelo Antonioni
- 1982 : Le Bon Soldat (Il buon soldato) de Franco Brusati
- 1982 : Fanny et Alexandre (Fanny och Alexander) d'Ingmar Bergman
- 1983 : Danton d'Andrzej Wajda
- 1983 : La Lune dans le caniveau de Jean-Jacques Beineix
- 1983 : Nostalghia (Ностальгия) d'Andreï Tarkovski
- 1983 : Scherzo del destino in agguato dietro l'angolo come un brigante da strada de Lina Wertmüller
- 1983 : Lontano da dove de Stefania Casini et Francesca Marciano
- 1983 : Benvenuta de Lucas Belvaux
- 1983 : La casa del tappeto giallo de Carlo Lizzani
- 1983 : Et vogue le navire… (E la nave va) de Federico Fellini
- 1984 : Le Bon Roi Dagobert (Dagobert) de Dino Risi
- 1984 : Desiderio d'Anna Maria Tatò
- 1984 : Henri IV, le roi fou (Enrico IV) de Marco Bellocchio
- 1984 : Carmen de Francesco Rosi
- 1984 : Pianoforte de Francesca Comencini
- 1986 : 9 Semaines ½ (Nine ½ Weeks) d'Adrian Lyne
- 1987 : Il mistero del panino assassino de Giancarlo Soldi
- 2003 : Cappuccetto Rosso de Giacomo Cimini (it)
- 2009 : La fisica dell'acqua de Felice Farina
- 2011 : L'era legale d'Enrico Caria
- 2014 : Born in the U.S.E. de Michele Diomà